# Wohnbund
Der wohnbund e.V. ist ein 1983 im Zuge eines Kongresses des Deutschen Werkbundes in Darmstadt gegründeter eingetragener Verein mit Sitz in Frankfurt; er ist als gemeinnützig anerkannt und hat rund 200 Mitglieder.

## Aktuell
Der Verein versteht sich heute als ein Verband für wohn- und stadtentwicklungspolitische Alternativen. Im Diskurs mit den Traditionsverbänden der Immobilien- und Wohnungswirtschaft sollen qualitative Aspekte für ein sozial orientiertes und umweltbewusstes Wohnen in den Vordergrund gestellt werden. Der Verein sieht in der qualitativen Entwicklung des Wohnens und der Stadtentwicklung eine größere Zukunft, als in der traditionell betriebswirtschaftlichen Orientierung. Mit dieser Grundhaltung bringt sich der Verein in die Debatte der Verbände und Fachöffentlichkeit ein und ist Organ einer wechselseitigen fachlichen und politischen Vernetzung.
Zu den Mitgliedern zählen:
- Intermediäre Beratungsorganisationen
- Wohnungsgenossenschaften, Wohnungsunternehmen, Wohngruppenprojekte
- Mietervereine und -initiativen, Verbände und Vernetzungsplattformen
- Architektur- und Planungsbüros
- Hochschulen und wissenschaftliche Institute

Sie bilden ein Netzwerk von wohnungspolitisch engagierten Fachleuten und Organisationen, die mit ihrer Arbeit zur Entwicklung und Realisierung zeitgemäßen Wohnens beitragen.

## Aktivitäten
Die Mitglieder pflegen den Erfahrungsaustausch unter anderem in diversen Arbeitsgruppen – aktuell die AG „Junge Wohngenossenschaften“ oder die AG „Soziale Stadt – Stadtumbau“. Der wohnbund ist Herausgeber der wohnbund-Informationen, die in einer Auflage von ca. 600 Exemplaren drei- bis viermal jährlich erscheinen.
Er veranstaltet Foren und Kongresse zu aktuellen wohnungs- und stadtpolitischen Themen – zuletzt Internationale Stadtquartiere.
Dem Netzwerk gehören u. a. die in der Wohnungspolitik, z. B. durch Beratung, Projektbetreuung und Forschung tätigen Unternehmen wie die WohnBund-Beratung NRW GmbH, die Wohnbund Frankfurt Entwicklungsgesellschaft mbH, der österreichische Wohnbund-Zweig und die Wohnbund-Beratung Dessau an.

## Idee
Zur Gründungszeit wollte der Verein vor einem sich abzeichnenden gesellschaftlichen Wandel, der sich unter anderem in neuen Haushalts- und Lebensformen äußerte, die Wohnungsfrage nicht nur als eine Frage der quantitativen Versorgung, sondern auch als eine kulturelle betrachten. Im Gründungsaufruf stellte sich der wohnbund die Aufgabe, Ansätze zu entwickeln und zu unterstützen, die einer ganzheitlichen Betrachtungsweise des Wohnens gerecht werden. Mit dem wohnbund sollten die sich seinerzeit überall regenden wohnpolitischen Initiativen ein Organ der fachlichen Verknüpfung bekommen und es sollte ein permanentes Forum zu ihrer gesellschaftlichen und historischen Kontextuierung geschaffen werden.

## Ziele
Anknüpfend an die wohnreformerischen Bewegungen zum Beginn des 20. Jahrhunderts und der wieder aufblühenden Bewegung für selbstbestimmtes Wohnen ab 1980 will der wohnbund der herkömmlichen Wohnungspolitik Alternativen gegenüberstellen und wohnpolitische Initiativen und Projekte fachlich unterstützen.
Die Wohnungspolitik muss sich in Zeiten tiefgreifender gesellschaftlicher Veränderungen neuen Herausforderungen stellen. Der Wohnbund hat sich das Ziel gesetzt, sich im öffentlichen Diskurs einzubringen und diesen Prozess mit Veranstaltungsangeboten und Publikationen zu begleiten.
Weitere Ziele sind:
- Revitalisierung der Genossenschaftsbewegung im Sinne von Selbstverwaltung und Eigeninitiative
- Förderung der Wohnzufriedenheit durch mehr Identifikation mit der Wohnung und dem Wohnumfeld
- Förderung der Bewohnerbeteiligung an Planung und Verwaltung der Wohnungen
- Entwicklung von selbstbestimmten Nachbarschaften, um solidarisches Handeln zu fördern und soziale Netze aufzubauen
- Integration von sozialen und kulturellen Initiativen und Entwicklung von wohnungsnahen Beschäftigungs- und Arbeitsmöglichkeiten
- Dauerhafte soziale Bindungen preisgünstiger Wohnungen

Die wohnungspolitischen Forderungen sind im Hamburger Manifest beschrieben, welches von den Teilnehmern des 4. Internationalen Kongresses "Neue Wohnformen in Europa" vom 5. bis 9. April 1989 beim Abschlussplenum verabschiedet wurde.

## Veröffentlichungen
Der Verein ist Herausgeber von wohnungspolitischer Literatur, unter anderem:
- Gemeinsam Leben – Gruppenwohnprojekte in der Bundesrepublik, Joachim Brech, Wohnbund, 1990; ISBN 3-922981-44-5
- Wohnungspolitische Innovationen ’90, Wohnbund, 1990; ISBN 3-922981-56-9
- Gruppenbezogene Wohneigentumsformen, Wohnbund Verband zur Förderung wohnungspolitischer Initiativen Frankfurt im Auftrag des Bundesministers für Raumordnung, Bauwesen und Städtebau (Schriftenreihe Forschung BM Bau), 1990; ISSN 0938-8117
- Gemeinsam Bauen – Gemeinsam Wohnen: Rechtliche und finanzielle Gestaltungsmöglichkeiten für Gruppenprojekte im Wohnungsbau, Christian Kuthe/Wilhelm Mermagen/Albert Schepers – WohnBund-Beratung NRW, 1993; ISBN 3-922981-75-5
- Wohnungspolitische Innovationen ’92, Wohnbund, 1992; ISBN 3-922981-72-0
- Wohnungspolitische Innovationen ’94, Wohnbund, 1994; ISBN 3-922981-89-5
- Wohnungspolitische Innovationen ’95/’96, Wohnbund, 1996; ISBN 3-922981-90-9
- Migration – Stadt im Wandel, WOHNBUND e.V.,1997; ISBN 3-922981-91-7
- Wohnung – Siedlung – Quartier, Entwicklungen, Projekte und Perspektiven für soziales Wohnen, Wohnbund-Beratung NRW, 1999; ISBN 3-929797-47-X

Die Inhalte der herausgegeben wohnbund-Informationen und Bücher werden z. B. in
- Innovative Handlungsansätze im Wohnbereich, Breckner/Kichmair, 1997; ISBN 3-924352-10-0
- Wohnungsgenossenschaften – Potentiale und Perspektiven – Bericht der Expertenkommission Wohnungsgenossenschaften 2004, Bundesministerium für Verkehr, Bau- und Wohnungswesen, 2004; ISBN 3-428-11581-3

als Informationsquelle der Autoren verwertet.